# 1668 en science
| Années de la science : 1665 - 1666 - 1667 - 1668 - 1669 - 1670 - 1671    |
| Décennies de la science : 1630 - 1640 - 1650 - 1660 - 1670 - 1680 - 1690 |

Cet article présente les faits marquants de l'année 1668 en science.

## Évènements
- 26 novembre-4 janvier 1669 : en réponse au concours lancé cette année-là par la Royal Society, John Wallis (26 novembre), Christopher Wren (17 décembre) et Christian Huygens (4 janvier 1669) formulent les lois du choc élastique[1].

- Isaac Newton invente le premier télescope à miroir concave parabolique[2] ou télescope réflecteur (dans le monde francophone, généralement le seul instrument à porter le nom de télescope).
- Colbert fonde un conservatoire des machines et modèles confié aux ingénieurs de l'académie des sciences Antoine Niquet et Claude Antoine Couplet[3].

## Publications

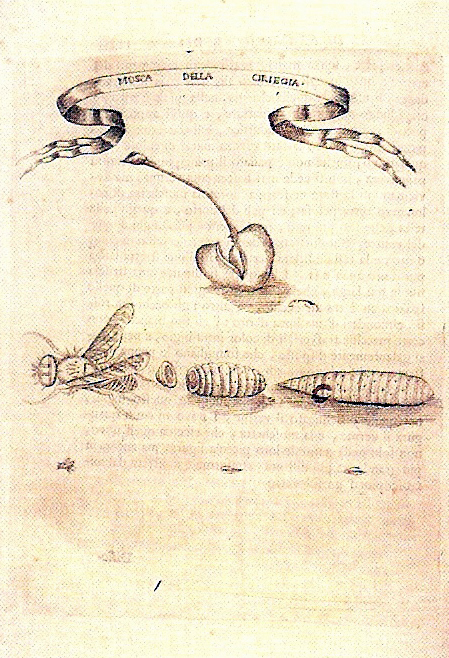
Illustration tirée du livre de Redi

- Edme Mariotte : Nouvelle découverte touchant la vue.
- François Mauriceau :Traité des Maladies des Femmes Grosses et Accouchées, Paris, texte fondateur de l'obstétrique scientifique[4].
- John Mayow : Tractatus de respiratione et de rachitide, un essai sur la respiration où il reconnaît dans le « spiritus nitro-aereus » un composant de l'air, ce qui préfigure la découverte de l'oxygène.

- Nicolaus Mercator : Logarithmotechnia. Mercator et William Brouncker, en cherchant à calculer la surface sous un segment hyperbolique, découvrent et publient une série permettant de calculer rapidement les logarithmes népériens[5].
- Francesco Redi : Esperienze Intorno alla Generazione degl'Insetti ; il démontre par une expérience que l'apparition des vers dans les cadavres n'est pas un phénomène de génération spontanée ; il prouve que des asticots de mouches n'apparaissent sur des bouts de viande que si les pots sont ouverts. Les pots fermés, même par une gaze, n'en contiennent pas[6].
- Grégoire de Saint-Vincent : Opus geometricum ad mesolabum per rationum, proportionalitatumque novas proprietates, Gand, 1668.
- John Wilkins : An Essay towards a Real Character and a Philosophical Language.  Il y est notamment question d'une mesure universelle, d'unités décimales, et dont la longueur fondamentale correspond à environ un mètre.

## Naissances
- 12 janvier : Charles Cheynet (mort en 1762), médecin, magistrat, érudit, mathématicien et musicologue français.
- 8 septembre : Giorgio Baglivi (mort en 1706), médecin italien.
- 31 décembre : Herman Boerhaave (mort en 1738), physicien néerlandais.

## Décès
- 20 janvier : Jean François (né en 1582), jésuite et mathématicien français.
- 25 août : Johann Zwelfer (né en 1618), médecin et chimiste allemand.

- Placidus (né en 1603), astronome, astrologue et mathématicien italien.